# SaferPass
SaferPass je freemium manažer hesel. Společnost založil v roce 2014 Douglas Crowley. Tento startup získal podporu od investorů z USA, Velké Británie, Izraele, České republiky a Slovenska. V květnu 2016 získali investici v hodnotě milion eur na počáteční financování. 

## Funkce
- Automatické vyplňování informací[6]
- Ukládaní osobních údajů z účtů[6]
- Secure Me[6]
- Generátor hesel [6]
- Modul na vytváření poznámek [7]
- Synchronizace účtů na vícero zařízeních [7]